# Университет прикладных наук и наук об окружающей среде
Университет прикладных наук и наук об окружающей среде (исп.  Universidad de Ciencias Aplicadas y Ambientales; UDCA) — частное высшее учебное заведение, расположенное в городе Богота ‒ столице Колумбии. Имеет три кампуса: главный, расположенный в комплексе зданий № 55-37 на 222-й улице в Боготе, школы экономики, менеджмента и финансов, расположенный в баррио Теусакильо и северный на 72-й улице в округе Чапинеро.
Университет был основан в 1978 году как Корпорация школ ветеринарной медицины. В 1983 году название было изменено на Корпорацию университетов сельскохозяйственных наук (CUDCA). В 1992 году в нём была открыта кафедра сельскохозяйственной инженерии, а в следующем появилась спортивная кафедра. В 1994 году кафедра маркетинга сменила название на кафедру коммерческого инжиниринга. В 1995 году университет снова изменил свое название на Корпорацию университетов прикладных и экологических наук (UDCA). Одновременно с этим были учреждены новые кафедры по ветеринарии, зоотехнике и инженерно-географическим специальностям.
В 2004 году учреждение получило официальный статус университета. С 2005 года высшее учебное заведение носит название Университета прикладных наук и наук об окружающей среде (UDCA). В настоящее время в его состав также входят Школа экономики, менеджмента и финансов (EEAF), кафедры бизнес-администрирования, бухгалтерского учета, маркетинга и финансов.
UDCA является автономным университетом, оказывающим образовательные услуги государственного образца для студентов с соответствующей квалификацией независимо от их расы, вероисповедания, пола, социального статуса, политических и экономических взглядов.